# 王万钧
王万钧（1918年9月—2012年9月2日），男，江苏海安（一作泰县）人，中国农业机械专家，中国农业机械化科学研究院教授级高级工程师。曾任第三届全国人大代表。